# Dorota Stalińska
Dorota Janina Stalińska (ur. 1 czerwca 1953 w Gdańsku) – polska aktorka teatralna i filmowa, samorządowiec.

## Życiorys
Jest córką prof. Janusza Stalińskiego, rektora Politechniki Gdańskiej, i Karoliny z domu Bochniewicz (1920–1979). Absolwentka III Liceum Ogólnokształcącego im. Bohaterów Westerplatte w Gdańsku (rocznik 1972). W 1976 ukończyła studia na wydziale aktorskim PWST w Warszawie. W latach 1976–1981 grała w „Teatrze na Woli”. Na wielkim ekranie zadebiutowała występem w filmie Człowiek z marmuru (1976), zagrała także główną rolę w Bez miłości (1980). W 2001 odcisnęła dłoń na Promenadzie Gwiazd w Międzyzdrojach. Wydała trzy tomiki wierszy: Pożyczone natchnienie, Niewierny czas i Agape.
Jej zdjęcie w 1984 pojawiło się na okładce wrześniowego wydania tygodnika „Newsweek”. Fotografia ilustrowała artykuł o światowej popularności fitnessu; fotoreportaż z Polski przygotował Chris Niedenthal, a jedno ze zdjęć z tej sesji – Doroty Stalińskiej skaczącej na skakance na tle warszawskiego blokowiska – ze względu na walory reporterskie umieszczono na okładce.
Była żoną aktora Krzysztofa Kołbasiuka. Ma syna Pawła (ur. 21 maja 1989 w Warszawie), z którym mieszka w Milanówku.

### Działalność polityczna i społeczna
W latach 1994–1998 zasiadała w Radzie Miasta Milanówka, była też radną Sejmiku Samorządowego Województwa Warszawskiego. W 2014 została radną Sejmiku Województwa Mazowieckiego z ramienia Polskiego Stronnictwa Ludowego. W 2015 z listy tej partii bez powodzenia kandydowała do Sejmu. W 2018 nie została ponownie wybrana do sejmiku. W 2019 objęła mandat jako kolejna osoba z listy, zastępując wybraną do Sejmu Bożenę Żelazowską. W 2023 startowała do Sejmu z listy Trzeciej Drogi, nie uzyskując mandatu. W 2024 uzyskała reelekcję w wyborach do Sejmiku Województwa Mazowieckiego. W tym samym roku bez powodzenia kandydowała do Parlamentu Europejskiego.
W 2001 założyła Fundację Doroty Stalińskiej „Nadzieja”, która promuje bezpieczeństwo poparte posiadaniem odblasków. Organizuje i propaguje akcje i inicjatywy związane z szeroko rozumianym bezpieczeństwem w ruchu drogowym.

## Filmografia
- Seksolatki (1971) – dziewczyna
- Najważniejszy dzień życia (1974) – Jolanta Jordan (odc. 5. Telefon)
- Człowiek z marmuru (1976) – fotoreporterka
- Niedzielne dzieci (1976) – koleżanka Jolanty Górki
- Ślad na ziemi (serial telewizyjny, 1978) – Dzidka (odc. 4. Wysoki komin)
- Roman i Magda (1978) – Majka, koleżanka Magdy ze studiów
- Wesela nie będzie (1978) – Krystyna, koleżanka Małgosi
- ...droga daleka przed nami... (1979) – funkcjonariuszka gestapo
- Bez miłości (1980) – Ewa Bracka
- Białe tango (serial telewizyjny, 1981) – Teresa (Ewa)[11]
- Debiutantka (1981) – Ewa Orzechowska
- Miłość ci wszystko wybaczy (1981) – Hanka Ordonówna
- Wahadełko (1981) – Laskowska, pani z Komitetu Wojewódzkiego
- Krzyk (1982) – Marianna „Perełka”
- Lata dwudzieste... lata trzydzieste... (1983) – Hanka Ordonówna
- Seksmisja (1984) – reporterka tv
- Ga, ga. Chwała bohaterom (1985) – dojrzała prostytutka
- Dziewczęta z Nowolipek (1985) – Helena, kuzynka Mossakowskich
- Temida (serial telewizyjny, 1985) – prostytutka Rączka (odc. 2. Powrót po śmierć)
- 07 zgłoś się (serial telewizyjny, 1985) – Dorota Stalińska, aktorka[12]
- Wyrównanie rachunku/Pay off (1987)
- Dekalog III (1988) – pracownica PKP jeżdżąca na deskorolce
- Hanna's War (1988) – Maritza
- Męskie sprawy (1988) – prostytutka Róża
- Havet Stiger (1990) – Wanda
- Historia niemoralna (1990) – Ewa, aktorka
- Ferdydurke (30 Door Key, 1991) – Młodziakowa
- Bar „Atlantic” (serial telewizyjny, 1996) – matka Jacusia (odc. 11. Próba)
- Eukaliptus (2001) – prostytutka Sheila
- Na dobre i na złe (serial telewizyjny, 2002) – Lucyna, weterynarz[13]
- M jak miłość (serial telewizyjny, 2003–2004) – właścicielka fundacji (odc. 207, 216)
- Niania (serial telewizyjny, 2006) – nauczycielka Euzebia Trefl (odc. 26)
- Ryś (2007) – Kura, sprzątaczka w banku
- Piksele (2009) – tłumaczka
- Milczenie jest złotem (2011) – choreoterapeutka Zofia
- Świat Walerego (2013) – Genia
- Obywatel (2014) – pani poseł
- Kolekcja sukienek (2016) – Anna
- Przystanek do nieba (2016) – Adela, dyrektorka domu spokojnej starości
- Kontrola (od 2020) – sąsiadka Marysia
- Koniec świata, czyli kogel-mogel 4 (2022) – mama Marleny
- Poskromienie złośnicy (2022) – Maryla
- Chłopi (2023) – Jagustynka
- Moje stare (2023)[14]
- Poskromienie złośnicy 2 czyli wiele hałasu o nic (2023) – Maryla
- Uwierz w Mikołaja (2023) – Jagoda
- Baby boom, czyli kogel-mogel 5 (2024) – Honorata, matka Marleny

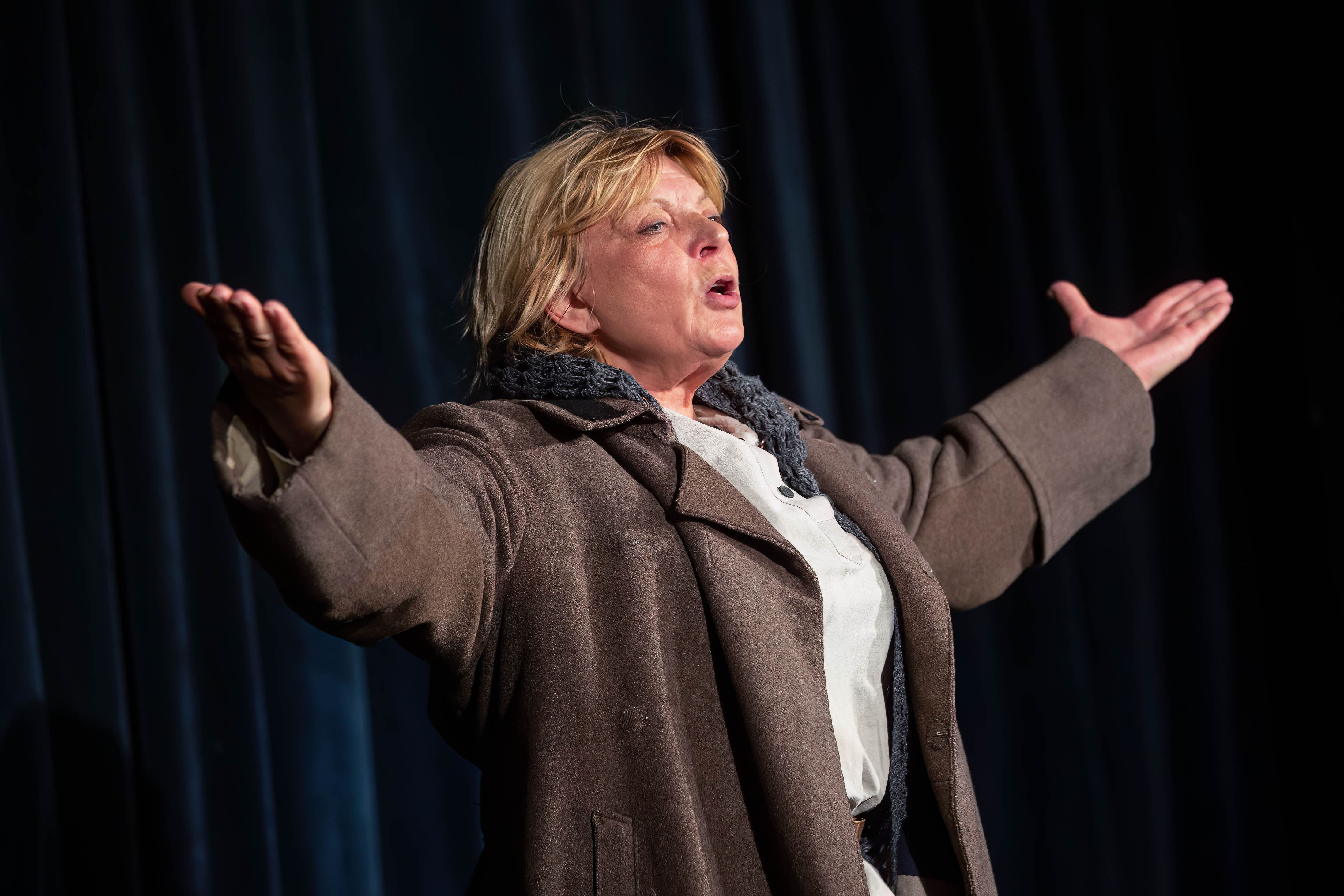
Stalińska w monodramie Żmija

### Spektakle Teatru Telewizji
- Hotel pod Poległym Alpinistą (1976) – Brune
- Oni (1983) – Spika
- Grzechotka (1988) – Diana
- Na szkle malowane (1994) – Diabeł
- Złoty chłopak (1994) – Lorna
- Farsa z ograniczoną odpowiedzialnością (1995) – Maryśka
- Gwiazdy i los człowieka (2001) – Biełowa

### Polski dubbing
- Auta 3 (2017) – Magister Felga
- Vaiana: Skarb oceanu (2016) – Babcia Tala
- 101 dalmatyńczyków (1996) – Cruella DeMon
- Jacek i Placek (1993) – Placek
- O dwóch takich co ukradli księżyc (1984–1989) – Placek
- Pogoda dla bogaczy (1976)

## Odznaczenia
- Srebrny Medal „Zasłużony Kulturze Gloria Artis” (18 lutego 2013)[15]

## Nagrody i wyróżnienia
- nagroda rektora PWST w Warszawie za twórcze osiągnięcia w pierwszych dwóch latach pracy w teatrze (1978)
- Nagroda na XIII Ogólnopolskim Festiwalu Teatrów Jednego Aktora w Toruniu za monodram Żmija (1978)
- Nagroda na XIV Ogólnopolskim Festiwalu Teatrów Jednego Aktora w Toruniu za monodram Utracona cześć Katarzyny Blum według Heinricha Bolla (1979)
- I miejsce w Przeglądzie Piosenki Aktorsko-Literackiej we Wrocławiu (1979)
- Brązowe Lwy Gdańskie na 7. Festiwalu Polskich Filmów Fabularnych w Gdańsku za najlepszą główną rolę kobiecą w filmie Bez miłości w reż. Barbary Sass (1980)
- Nagroda im. Zbyszka Cybulskiego za najlepszy debiut (1981)
- wyróżnienie CAALA i wyróżnienie CIDALC na Międzynarodowym Festiwalu Filmowym w San Sebastián za rolę w filmie Krzyk (1983)
- Jantar'83 – nagroda XI Koszalińskich Spotkań Filmowych „Młodzi i Film” - za najlepszą rolę żeńską w filmie Krzyk w reżyserii Barbary Sass (1983)
- Brązowe Lwy Gdańskie na 9. Festiwalu Polskich Filmów Fabularnych w Gdańsku za najlepszą główną rolę kobiecą w filmie Krzyk (1984)
- „Złota Kaczka” – nagoroda miesięcznika „Film” w kategorii: najlepsza aktorka za rok 1983 (1984)
- Nominacja do nagrody za najlepszą główną rolę kobiecą na Festiwalu Polskich Filmów Fabularnych za film Historia niemoralna (1990)
- „Złota Kaczka” - nagoroda miesięcznika „Film” w kategorii: najlepsza aktorka za rok 1990 (1991)
- „Srebrny As” - nagroda za monodram Zgaga przyznana przez Polish Promotion Corporation (1996)
- „Wielki Ukłon” - nagroda na Międzynarodowym Festiwalu Kina Autorskiego - Quest Europe w Zielonej Górze (2014)
- Nagroda Prezydenta Miasta Gdańska w Dziedzinie Kultury za całokształt pracy artystycznej (2018)[16]
- Wyróżnienie Lubuskiego Lata Filmowego w Łagowie za rolę w filmie Moje stare (2023)
- Nagroda firmy „dr Irena Eris” na Festiwalu Polskich Filmów Fabularnych w Gdyni za "najodważniejsze spojrzenie" - w filmie Moje stare (2023)
- Nagroda aktorska Festiwalu Filmu i Sztuki „Dwa Brzegi” w Kazimierzu Dolnym za rolę w filmie Moje stare (2024)
- „Klaps 2024” - nagroda na 10. Festiwalu Filmu, Teatru i Książki „Kozzi Film Festiwal” w Zielonej Górze za wybitne osiągnięcia artystyczne w dziedzinie filmu, ze szczególnym uwzględnieniem roli Jagustynki w filmie Chłopi w reżyserii DK Welchman, Hugh Welchman (2024)[17]